# Гнань
Гнань (рос. Гнань) — село в Желєзногорському районі Курської області Російської Федерації.
Населення становить 45 осіб. Входить до складу муніципального утворення Веретенинська сільрада.

## Історія
Населений пункт розташований на території українського етнічного та культурного краю Східна Слобожанщина.
Від 2004 року входить до складу муніципального утворення Веретенинська сільрада.

## Населення
| 1866 | 1926 | 1979 | 2002 | 2010 |
| ---- | ---- | ---- | ---- | ---- |
| 268  | ↘124 | ↘105 | ↘51  | ↘45  |